# Guamirim
Guamirim é um nome popular para um conjunto de árvores silvestres americanas da família das mirtáceas.
Alguns gêneros comuns destas árvores são:
- Blepharocalyx
- Calyptranthes
- Eugenia, com três espécies
- Mosiera
- Plinia
- Marlierea
- Myrcia